# 王希季
王希季（1921年7月26日—），男，白族，云南昆明人。中国卫星和卫星返回技术专家，中国科学院院士，“两弹一星功勋奖章”获得者。

## 生平
祖籍云南大理上末，出生于昆明，白族。1942年，国立西南联合大学机械工程系毕业，1948年赴美留学。在弗吉利亚理工学院获航空航天学硕士学位。回国后曾在大连工学院、上海交通大学等任教。先后任上海机电设计院总工程师，北京空间机电研究所所长，中国空间技术研究院副院长、科技委主任，航天工业部总工程师，返回式卫星总设计师。1958年10月，加入中国共产党。
1958年的11月份，调往上海机电设计院工作，担任技术负责人，负责研发运载火箭。1959年9月，改为研发探空火箭。1960年2月19日，T-7M探空火箭发射成功，王希季是其总设计师。
1960年代，王希季负责长征一号总体方案设计，1970年代，担任中国第一颗返回式卫星总设计师。
1971年8月，试验队在西北某基地进行了空投试验，王希季亲临指导。但两次试验都失败了，據記錄，大家辛苦研制的模型从地里拽出来的时候，沉重心情可想而知，在文革年代试验失败是闯下大祸的。队伍一回到北京就被安排进去了，王希季和林华宝也接受學習班整肅。在再教育即将结束时，空军二基地拍摄的胶片送到了北京，至此，批判終於停止，那些不实之词顷刻间不攻自破。1975年中国第一颗返回式卫星成功回收。
截至2025年3月，王希季是23位两弹一星功勋奖章获奖者中的最后二位在世者之一（另外一位是孙家栋）。

## 学术贡献
作为中国早期从事火箭技术研究的组织者之一，王希季创造性地把探空火箭技术和导弹技术结合起来，提出第一枚运载火箭长征一号的技术方案并负责完成了方案阶段的研制工作，为成功发射东方红一号卫星做出了突出贡献。作为返回式卫星的总设计师，负责制定出立足国内技术和工业基础而又能达到国际先进水平的研制方案。在他主持下大量采用新技术并突破一系列技术关键，使卫星增大了功能，延长了寿命，卫星返回技术达到国际先进水平，成为当时世界仅有的掌握此项高技术的三大国家之一。后来他还参与了中国载人航天论证研究工作。

## 著作
《王希季院士文集》，中国宇航出版社 2006-03 

## 荣誉
1999年9月获中华人民共和国两弹一星功勋奖章。